# جوان ألبرت بان
جوان ألبرت بان هو محامي وملحن هولندي، ولد في 1597 في هارلم في هولندا، وتوفي بنفس المكان في 27 يوليو 1644.

## وصلات خارجية
- جوان ألبرت بان على موقع ميوزك برينز (الإنجليزية)
- جوان ألبرت بان على موقع ديسكوغز (الإنجليزية)